# Château du Bilaà
Le château du Bilaà, ou château Dariste, est situé dans la commune de Lescar. De style néo-classique, il est bâti en 1853 par la famille Dariste. Il est aujourd'hui utilisé comme hôtel de ville de la commune.

## Histoire
Cette demeure est réalisée en 1853 pour la famille de l'homme politique Antoine-Joseph Auguste Dariste. Elle se situe sur une hauteur sud-est de la commune, un ancien oppidum protohistorique nommé le Bilaà en béarnais. Le nom de ce camp (Bilaà) est une évolution de la forme latine vilarem qui désigne un domaine agricole situé à proximité. Une chapelle est ajoutée au bâtiment en 1861, tandis qu'un jardin à l’anglaise entoure le château. La famille Dariste occupe le lieu pendant quatre générations, avant de le vendre dans la deuxième moitié du XXe siècle. Laissé à l'abandon, victime d'incendies, le château se dégrade fortement au fil des ans. 
En 2005, la municipalité de Lescar décide de réhabiliter le château pour en faire un lieu de séminaires et de réunions. Ce projet est l'occasion de vastes débats politique, notamment concernant son coût (6 millions d'euros) et de sa rentabilité future. Une fois élu, le nouveau maire Christian Laine prend la décision de poursuivre la rénovation, déjà largement engagée, mais d'y installer les services de la mairie. Le nouveau château du Bilaà est donc, depuis 2011, le nouvel hôtel de ville de Lescar. L'ancien bâtiment municipal était situé dans la cité de Lescar (derrière la cathédrale), mais la construction d'un nouveau bâtiment était rendue nécessaire par l’exiguïté des locaux occupés depuis 1968. Finalement, la rénovation/agrandissement du château du Bilaà aura coûté quelque dix millions d'euros. Le nouveau bâtiment municipal est composé de 2 000 m² contre 400 m² pour la Maison Rosier, siège de l'ancien hôtel de ville.